# Jeneil Williams
Jeneil Williams (Kingston, 25 febbraio 1990) è una modella giamaicana.

## Carriera
Nel 2005 Jeneil William vince il concorso di bellezza Caribbean Model Search e nel 2006 ottiene un contratto con l'agenzia New York Model Management e nello stesso anno compare nel catalogo di Bloomingdale's e di Benetton, fotografata da David Sims. Nel 2008 l'edizione italiana di Vogue le dedica un servizio, nel quale viene definita una "bellezza non canonica, ma indiscutibile".
Dal 2009 Williams ha sfilato per Diesel, L'Wren Scott, Richard Chai, Zero + Maria Cornejo, Paul Smith, Luca Luca, Sass & Bide e Lanvin. La modella è inoltre comparsa sulle copertine di French Revue de Modes (Francia), LOVE (Regno Unito) e i-D (Stati Uniti). È inoltre stata testimonial per la campagna pubblicitaria internazionale della Motorola. Nel 2011 è una delle protagoniste della nuova edizione del Calendario Pirelli.

## Agenzie
- Pulse Models - Giamaica
- Why Not Model Agency
- New York Model Management
- Heffner Management
- Ford Models - Parigi
- NEXT Model Management - New York